# Georg Albrecht Klebs
Georg Albrecht Klebs (Nidzica, 23 de outubro de 1857 - Heidelberg, 15 de outubro de 1918) foi um botânico alemão.

## Vida
Klebs estudou química, filosofia e história da arte na Universidade de Königsberg e tornou-se assistente de Anton de Bary na Universidade de Strassburg. Após o serviço militar, Klebs tornou-se assistente de Julius Sachs na Universidade de Würzburg e Wilhelm Pfeffer na Universidade de Tübingen. Ele se tornou professor na Universidade de Basel em 1887, na Universidade de Halle em 1898 e na Universidade de Heidelberg em 1907, onde fundou o atual jardim botânico, o Botanischer Garten der Universität Heidelberg.
De 1910 a 1912, ele viajou pela Sibéria, Japão, Java, Índia, Cáucaso e sul da Rússia. Em 1913 ele participou de uma expedição ao Egito. Ele morreu em Heidelberg de gripe durante a pandemia de gripe de 1918.

## Publicações
- Zur Entwicklungsphysiologie der Farnprothaillen, 3 Bände, 1917
- Beiträge zur Physiologie der Pflanzenzelle, 1888
- Die Bedingungen der Fortpflanzung bei einigen Algen und Pilzen, 1896, 2. Auflage 1928
- Willkürliche Entwicklungsänderungen bei Pflanzen - Ein Beitrag zur Physiologie der Entwicklung, 1903